# 古巴共产党中央委员会
古巴共产党中央委员会是古巴共產黨的最高权力机构。

## 历史
1965年10月3日，古巴社会主义革命统一党改组为古巴共产党，古巴共產黨中央委员会同時成立。 在古巴共产党中央委员会全体会议闭会期间，古巴共产党中央政治局和古巴共产党中央书记处代行古巴共产党中央委员会职责。 古巴共產黨中央委员会自成立以来，一直由古巴共产党中央委员会第一书记直接领导。 
1991年10月10日至14日，古巴共產黨第四次代表大会召開。此次會議決定废除古巴共產黨中央委员会候补委员制度。 